# Ниязов, Дильшод Рахимович
Дильшод Ниязов (узб. Ниёзов Дилшод Рахимович, род. 9 марта 1988, Коканд, Ферганская область) — узбекский профессиональный бодибилдер, тренер, мастер спорта Узбекистана по бодибилдингу.

## Биография
Родился 9 марта 1988 года в городе Коканд Ташкентской области. В 2012 году окончил Андижанский государственный медицинский институт.

## Спорт
Ниязов начал свою карьеру в бодибилдинге в 2009 году, участвуя в национальных чемпионатах Узбекистана. Его первый международный чемпионат прошел в Баку, Азербайджан, и он занял 5-е место на чемпионатах Азии среди любителей по фитнесу и бодибилдингу.  В 2015 году он одержал победу в Чемпионате Казахстане по культуризму в тяжелом весе – от 90 кг, который проходил в Алма-Ате 18-19 мая в ТЮЗе имени Н. Сац . В 2017 году показал лучшие результаты на 9-м чемпионате мира по бодибилдингу и фитнесу в Улан-Баторе. Он добился своего лучшего результата на Arnold Classics, заняв 3-е место в турнире Classic Physique Class B.
В 2013–2015 годы президент Федерации бодибилдинга Андижанской области и 2015–2017 годы президент Ассоциации бодибилдинга Ферганской области.

## Спортивные достижения
| Год  | Соревнование                                                                        | Результат |
| ---- | ----------------------------------------------------------------------------------- | --------- |
| 2008 | Открытый чемпионат Узбекистана (Ташкент, Узбекистан)                                | 2-й       |
| 2009 | Чемпионат Азии среди любителей - IFBB - WelterWeight - (Баку, Азербайджан)          | 5-й       |
| 2010 | Mr.Asia 3-й чемпионат Азии по бодибилдингу - (Аурангабад, Индия)                    | 3-е       |
| 2010 | Чемпионат мира среди любителей - IFBB - WelterWeight - (Будапешт, Венгрия)          | 3-е       |
| 2012 | Кубок Узбекистана по бодибилдингу до 80 кг (Ташкент, Узбекистан)                    | 2-й       |
| 2014 | Proform Classic до 80 кг (Ташкент, Узбекистан)                                      | 2-й       |
| 2015 | Чемпионат Казахстана по культуризму до 100кг (Алма-Ата, Казахстан)                  | 2-й       |
| 2017 | 9-й чемпионат мира по бодибилдингу и фитнесу - (Улан-Батор, Монголия)               | 5-е       |
| 2017 | 51-й чемпионат Азии по бодибилдингу и физическим видам спорта - (Сеул, Корея)       | 2-е       |
| 2017 | Открытый Чемпионат Узбекистана по Бодибилдингу и Фитнесу ( Ташкент, Узбекистан)     | 1-е       |
| 2018 | Чемпионат Центральной Азии по Бодибилдингу и Фитнесу Ташкент, Узбекистан)           | 2-й       |
| 2019 | Arnold Classics: ЛЮБИТЕЛЬ NPC USA Classic Physique — класс B (Колумбус, Огайо, США) | 3-й       |